# Corymbia gummifera
Espèce
Corymbia gummifera, red bloodwood en anglais, est une espèce de plantes à fleurs de la famille des Myrtaceae. C'est un arbre endémique de l'est de l'Australie.

## Description

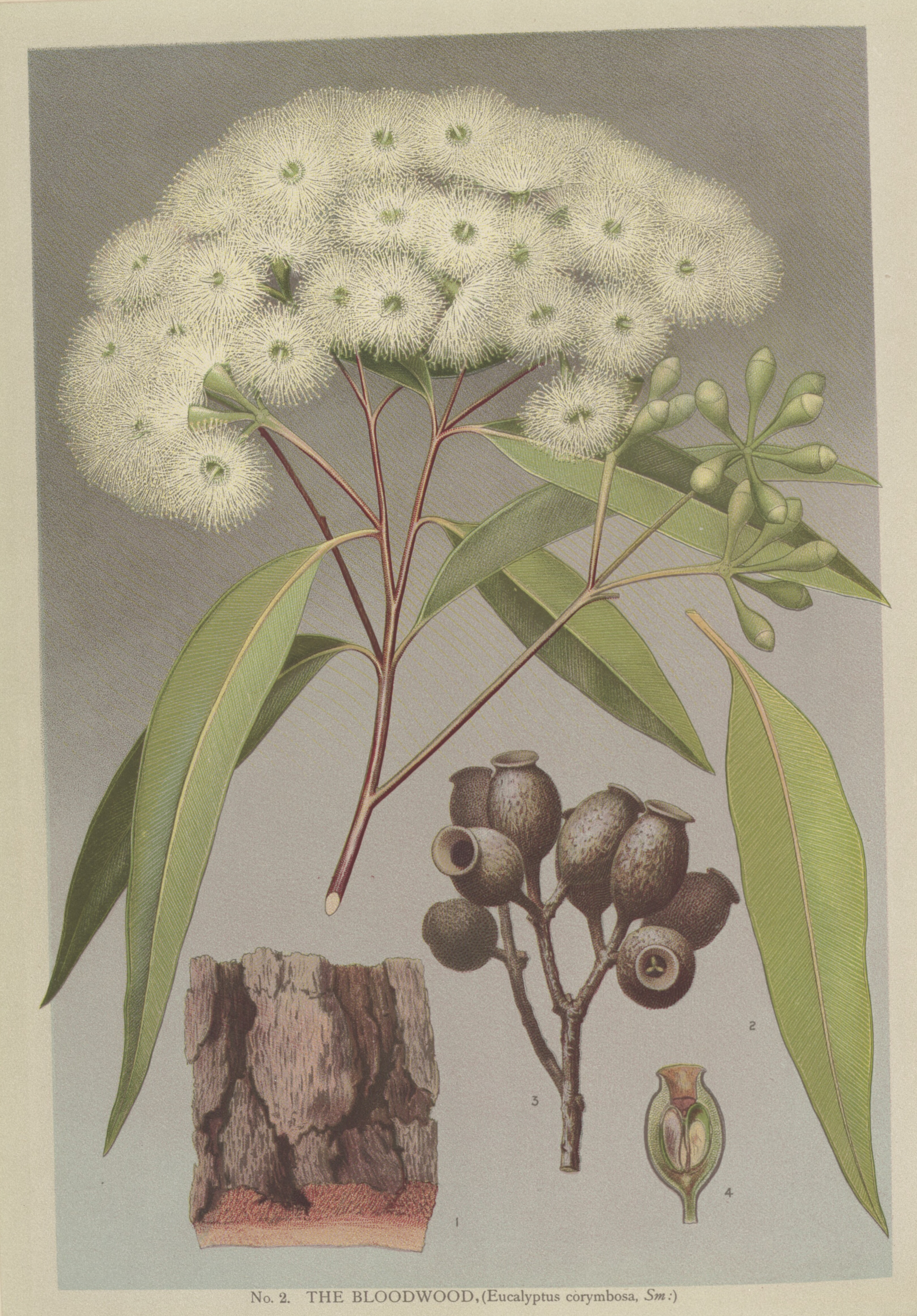

Il se présente généralement sous la forme d'un arbre, mais peut prendre la forme d'un mallee dans des sols très pauvres. Sous sa forme arborée, il se développe généralement jusqu'à une hauteur de 20 à 34 mètres et un diamètre de tronc d'un mètre. Cependant, les arbres peuvent exceptionnellement atteindre 60 mètres de haut et quatre mètres de diamètre. Il a une écorce fibreuse persistante, et des feuilles vert foncé brillant, de 10 à 14 centimètres de long pour 2 à 3,5 cm de large. Les fleurs forment une inflorescence de trois à sept ombelles.

## Taxonomie
C. gummifera a d'abord été publié en tant que Metrosideros gummifera par Joseph Gaertner en 1788. Malgré cela, l'espèce a été republiée comme Eucalyptus corymbosa par James Edward Smith dans son A Specimen of the Botany of New Holland (en) paru en 1793, puis comme Eucalyptus corymbosus par Cavanilles en 1797, comme Eucalyptus oppositifolia par Desfontaines en 1804, comme Eucalyptus purpurascens var. petiolaris par Candolle en 1828, et comme Eucalyptus longifolia par Joseph Maiden en 1920. L'antériorité de Metrosideros gummifera a été reconnue en 1925 par Hochreutiner, qui l'a transféré dans le genre Eucalyptus comme Eucalyptus gummifera.
En 1995, le genre Eucalyptus a été divisé en trois genres par K.D.Hill and L.A.S.Johnson, et E. gummifera a été transféré dans le genre Corymbia. Cependant, certains botanistes continuent de ne reconnaître qu'un seul genre, Eucalyptus, et conservent le nom Eucalyptus gummifera.

## Distribution et habitat
On le trouve principalement sur les plateaux de basse altitude le long de la côte entre l'extrémité nord-est du Victoria et le sud-est du Queensland. Il pousse mieux dans les sols riches et humides, mais peut également se trouver sur des sols sableux plus pauvres.